# Seis Naciones M21 2001
El Seis Naciones M21 de 2001 fue la novena edición del torneo de rugby para menores de 21 años.
El torneo no fue terminado debido a la epidemia de fiebre aftosa del ganado ocurrida en el Reino Unido.

## Equipos participantes
- Selección juvenil de rugby de Escocia (Escocia M21)
- Selección juvenil de rugby de Francia (Francia M21)
- Selección juvenil de rugby de Gales (Gales M21)
- Selección juvenil de rugby de Inglaterra (Inglaterra M21)
- Selección juvenil de rugby de Irlanda (Irlanda M21)
- Selección juvenil de rugby de Italia (Italia M21)

## Posiciones
| Pos. | Equipo     | Encuentros | Encuentros | Encuentros | Encuentros | Tantos  | Tantos    | Tantos     | Puntos Totales |
| Pos. | Equipo     | jugados    | ganados    | empatados  | perdidos   | a favor | en contra | diferencia | Puntos Totales |
| ---- | ---------- | ---------- | ---------- | ---------- | ---------- | ------- | --------- | ---------- | -------------- |
| 1    | Francia    | 5          | 4          | 0          | 1          | 133     | 48        | +85        | 8              |
| 2    | Inglaterra | 4          | 3          | 0          | 1          | 131     | 82        | +49        | 6              |
| 3    | Escocia    | 4          | 2          | 0          | 2          | 99      | 106       | -7         | 4              |
| 4    | Gales      | 4          | 2          | 0          | 2          | 46      | 61        | -15        | 4              |
| 5    | Irlanda    | 2          | 1          | 0          | 1          | 74      | 43        | +31        | 2              |
| 6    | Italia     | 5          | 0          | 0          | 5          | 50      | 193       | -143       | 0              |

Nota: Se otorgan 2 puntos al equipo que gane un partido, 1 al que empate y 0 al que pierda

## Resultados

### Desarrollo
| 2 de febrero | Francia | 32 - 15 | Escocia |  |  |

| 2 de febrero | Italia | 10 - 61 | Irlanda |  |  |

| 2 de febrero | Gales | 27 - 12 | Inglaterra |  |  |

| 16 de febrero | Irlanda | 13 - 33 | Francia |  |  |

| 16 de febrero | Escocia | 28 - 3 | Gales |  |  |

| 17 de febrero | Inglaterra | 47 - 18 | Italia |  |  |

| 2 de marzo | Inglaterra | 62 - 29 | Escocia |  |  |

| 2 de marzo | Italia | 10 - 42 | Francia |  |  |

| 2 de marzo | Gales | Cancelado | Irlanda |  |  |

| 16 de marzo | Francia | 18 - 0 | Gales |  |  |

| 16 de marzo | Irlanda | Cancelado | Inglaterra |  |  |

| 16 de marzo | Escocia | 27 - 9 | Italia |  |  |

| 6 de abril | Inglaterra | 10 - 8 | Francia |  |  |

| 6 de abril | Escocia | Cancelado | Irlanda |  |  |

| 7 de abril | Italia | 3 - 16 | Gales |  |  |